# مقاطعة ليك (ميشيغان)
مقاطعة ليك (بالإنجليزية: Lake County, Michigan)‏ هي إحدى مقاطعات ولاية ميشيغان في الولايات المتحدة. ، بلغ عدد سكانها 11539 نسمة في عام 2010 حسب إحصاء مكتب تعداد الولايات المتحدة وتصل الكثافة السكانية فيها 8 نسمة/كم2.

## أعلام
- كولين فينرتي

## وصلات خارجية
- United States Counties